# Les Avatars de Charlot
Pour plus de détails, voir Fiche technique et Distribution.
Les Avatars de Charlot (titre original : Triple Trouble) est un film américain réalisé par Charlie Chaplin et Leo White, sorti en 1918.

## Synopsis
Dans la maison d'un inventeur travaillant sur une arme explosive, Charlot vient d'être embauché. Il est assez maladroit et dès sa paye encaissée, il s'en va dormir dans un foyer de vagabonds où les vols sont courants et où il n'est pas facile de trouver le sommeil. Pendant ce temps, un anarchiste a eu vent de la découverte de l'explosif et recrute son tueur à gage pour tenter de s'en emparer ; le tueur arrive dans le foyer et après avoir remarqué que Charlot est plutôt débrouillard pour se sortir d'affaires compliquées, il lui demande sous la menace d'un revolver s'il veut l'aider, Charlot accepte et ils se rendent ensuite chez l'inventeur ; une course-poursuite a lieu entre des policiers et eux et pour finir, le tueur tire sur l'explosif qui détruit la maison ;

## Fiche technique
- Titre : Les Avatars de Charlot
- Titre original : Triple trouble
- Réalisation : Charles Chaplin et Leo White
- Scénario : Charles Chaplin et Leo White
- Photographie : Harry Ensign
- Montage :
- Musique : Eric Barnes
- Producteur : Jess Robbins
- Société de production : The Essanay Film Manufacturing Company
- Société de distribution : General Film Company (États-Unis)
- Pays de production :  États-Unis
- Format : Noir et blanc — 35 mm — 1,33:1 — Muet
- Genre : Comédie
- Durée : 23 minutes
- Date de sortie : 
  - États-Unis : 11 août 1918

## Distribution
- Charlie Chaplin : Homme à tout faire
- Edna Purviance : Bonne
- Leo White : Comte
- Billy Armstrong : Cuisinier et pickpocket
- James T. Kelley : L'ivrogne bruyant
- Bud Jamison : Clochard
- Wesley Ruggles : Escroc
- Albert Austin : Un homme

## À noter
- Le court-métrage sort alors que Charles Chaplin a quitté Essanay depuis 1916. Il n'est à proprement parler pas un film qu'il a réalisé. Il s'agit d'un montage par cette société de séquences de deux films dont elle possédait les droits : Charlot apprenti (Work) et Charlot cambrioleur (Police!)
- On notera d'ailleurs que pour donner le change, les images sont inversées et que Charlot et le cambrioleur se serrent ainsi la main gauche. Il intègre également quelques scènes originales. L'ensemble dégage inévitablement une impression de patchwork que le titre anglais, « Triple Trouble » soit « triples avatars », puisque composé de trois séquences, parvient difficilement à justifier.